# Дольні Двориште
Дольні Двориште (нім. Unterhaid) — громада та село в окрузі Чеський Крумлов Південночеського краю Чеської Республіки. Налічує близько 1400 жителів. Лежить на кордоні з Австрією.

## Адміністративні частини
Села Будаков, Єнін, Рибнік, Рихнов-над-Мальші, Тіха, Трояни та Вшемержіце є адміністративними частинами Дольні Двориште.

## Історія
Перша письмова згадка про Дольні Двориште відноситься до 1279 року.

## Транспорт
Дольні Двориште знаходиться на дорозі I/3, яка є одним із найважливіших сполучних шляхів між Чехією та Австрією. Планується будівництво автомагістралі D3, яка з’єднає муніципалітет з Прагою та Ческе-Будейовіце.

## Галерея

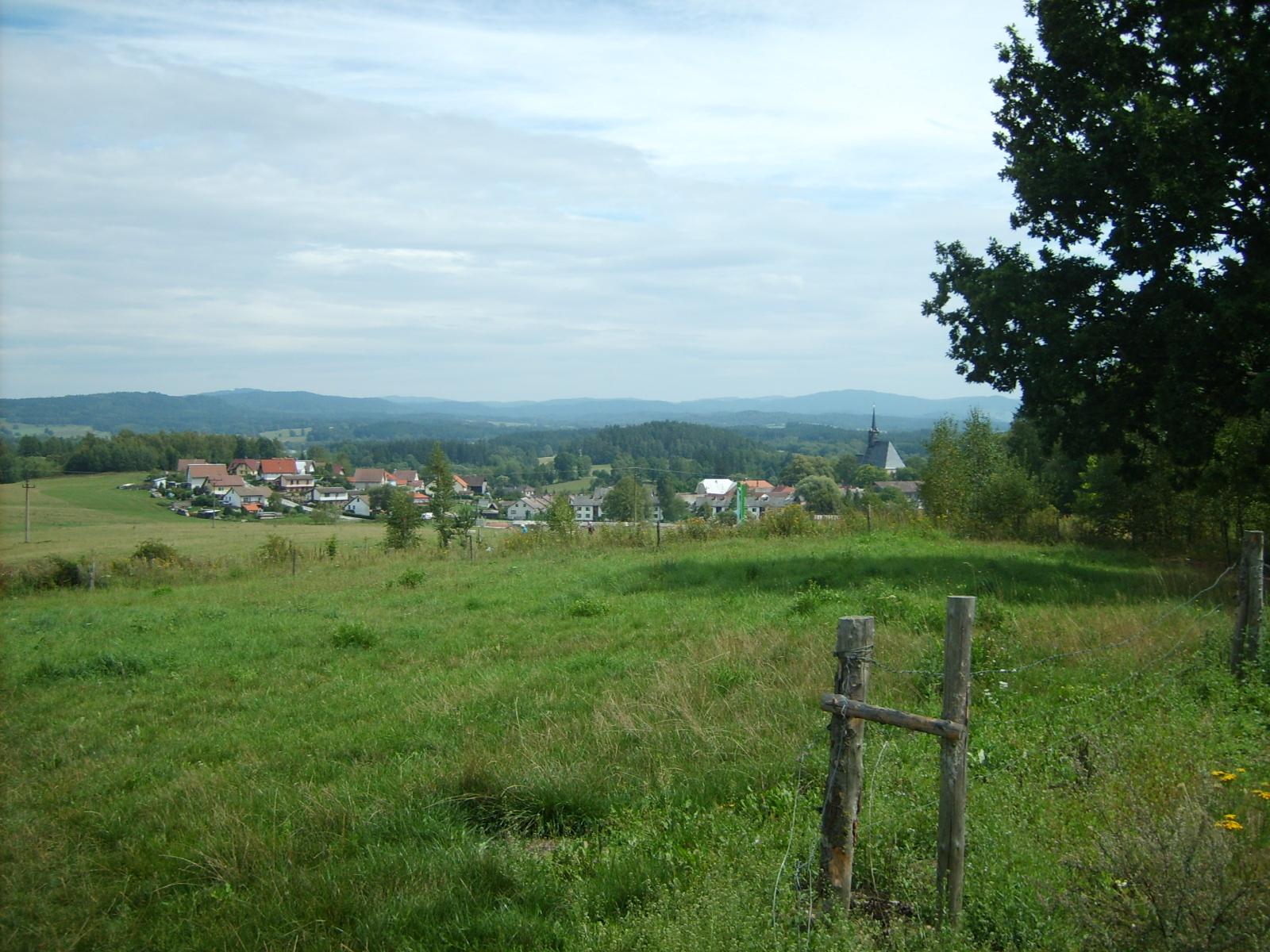
Дольні Двориште, вид на захід
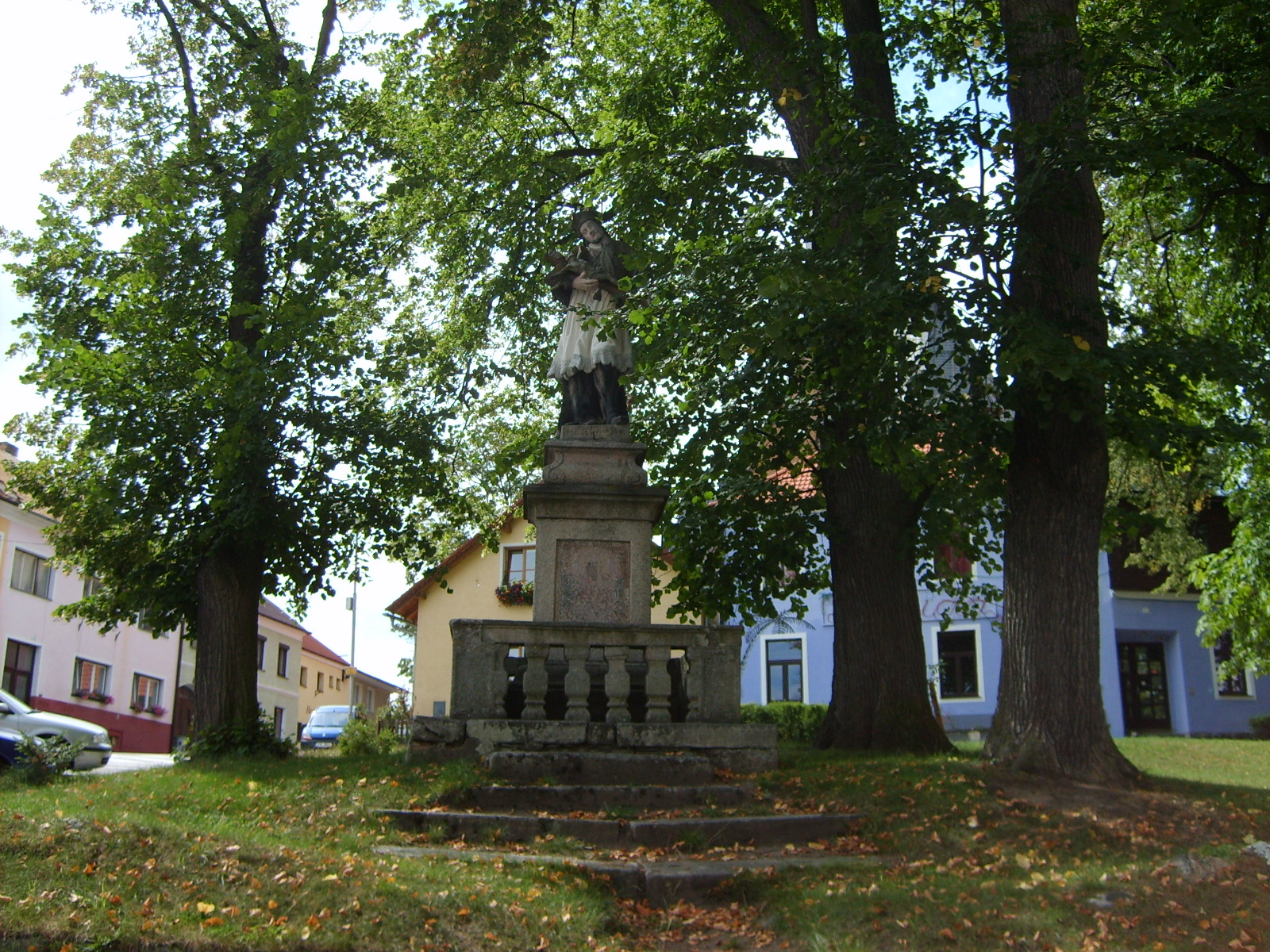
Статуя святого Іоанна Непомуцького на майдані
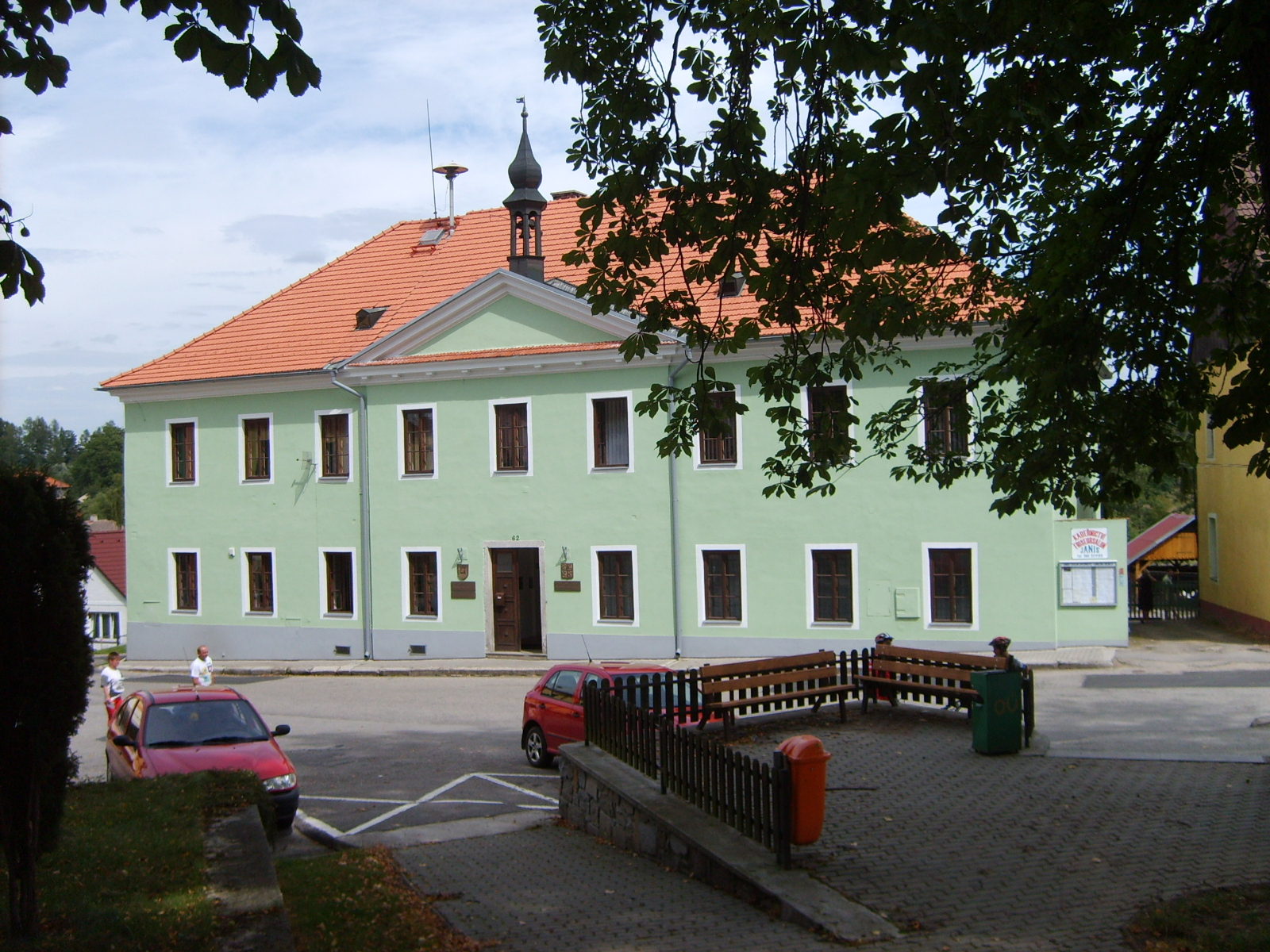
Муніципальне управління на площі